# Gerry Daly
Gerry Daly (Dublino, 30 aprile 1954) è un ex calciatore irlandese, di ruolo centrocampista.

## Palmarès

### Club

#### Competizioni nazionali
- Leinster Senior Cup: 1

Bohemians: 1972-1973
- Second Division: 1

Manchester United: 1974-1975